# Gmina Zakrzewo (Powiat Aleksandrowski)
Die Gmina Zakrzewo ist eine Landgemeinde im Powiat Aleksandrowski der Woiwodschaft Kujawien-Pommern in Polen. Ihr Sitz ist das gleichnamige Dorf.

## Gliederung
Zur Landgemeinde (gmina wiejska) Zakrzewo gehören 19 Dörfer mit einem Schulzenamt (solectwo):
- Bachorza
- Gęsin
- Gosławice
- Kobielice
- Kolonia Bodzanowska
- Kuczkowo
- Lepsze
- Michałowo
- Seroczki
- Sędzin
- Sędzin-Kolonia
- Siniarzewo
- Sinki
- Ujma Duża
- Wola Bachorna
- Zakrzewo
- Zarębowo

Weitere Ortschaften der Gemeinde sind Kolonia Serocka und Sędzinek.

## Verkehr
Die Station Ujma Duża an der Schmalspurbahn Nieszawa–Dobre Aleksandrowskie lag im Gemeindegebiet.